# 微萼凤仙花
微萼凤仙花（学名：Impatiens minimisepala）为凤仙花科凤仙花属下的一个种。

## 扩展阅读
- 維基物種上的相關：微萼凤仙花